# Câmp gluonic
În fizica teoretică a particulelor elementare, câmpul gluonic este un câmp cvadrivectorial care caracterizează propagarea gluonilor în interacțiunea tare dintre quarcuri. Acesta joacă același rol în cromodinamica cuantică ca și potențialul electromagnetic cu patru componente în electrodinamica cuantică; câmpul gluonic construiește tensorul tensorul de intensitate al câmpului gluonic.
Pe parcursul acestui articol, indicii latini iau valorile 1, 2, ..., 8 pentru cele opt sarcini de culoare ale gluonilor, în timp ce indicii greci iau valorile 0 pentru componentele de timp și 1, 2, 3 pentru componentele spațiale ale vectorilor și tensorilor cvadridimensionali în spațiu-timp. În toate ecuațiile, se utilizează convenția de însumare pentru toți indicii de culoare și tensoriali, cu excepția cazului în care se specifică altfel.

## Introducere
Gluonii pot avea opt sarcini de culoare, astfel încât există opt câmpuri gluonice, spre deosebire de fotoni care sunt neutri și, prin urmare, există doar un câmp fotonic.
Fiecare câmp gluonic pentru o sarcină de culoare are o componentă „de timp” analogă potențialului electric și trei componente „spațiale” analogice potențialului vectorial magnetic. Folosind simboluri similare:
{\displaystyle {\boldsymbol {\mathcal {A}}}^{n}(\mathbf {r} ,t)=[\underbrace {{\mathcal {A}}_{0}^{n}(\mathbf {r} ,t)} _{\text{temporale}},\underbrace {{\mathcal {A}}_{1}^{n}(\mathbf {r} ,t),{\mathcal {A}}_{2}^{n}(\mathbf {r} ,t),{\mathcal {A}}_{3}^{n}(\mathbf {r} ,t)} _{\text{spațiale}}]=[\phi ^{n}(\mathbf {r} ,t),\mathbf {A} ^{n}(\mathbf {r} ,t)]}
unde n = 1, 2, ... 8 n = 1, 2, ... 8 nu sunt exponenți, ci enumeră cele opt sarcini de culoare ale gluonilor, iar toate componentele depind de vectorul de poziție r al gluonului și de timp t. Fiecare {\displaystyle {\mathcal {A}}_{\alpha }^{a}} este un câmp scalar, pentru o anumită componentă a spațiu-timpului și a sarcinii de culoare a gluonului.
Matricile Gell-Mann λa sunt opt matrici 3 × 3 care formează reprezentările matriciale ale grupului SU(3). Ele sunt, de asemenea, generatoare ale grupului SU(3), în contextul mecanicii cuantice și al teoriei câmpurilor; un generator poate fi privit ca un operator corespunzător unei transformări de simetrie (vezi simetria în mecanica cuantică). Aceste matrici joacă un rol important în QCD, deoarece QCD este o teorie gauge a grupului gauge SU(3) obținută prin considerarea sarcinii de culoare ca definind o simetrie locală: fiecare matrice Gell-Mann corespunde unei anumite sarcini de culoare a gluonului, care, la rândul său, poate fi utilizată pentru a defini operatorii de sarcină de culoare. Generatorii unui grup pot forma, de asemenea, o bază pentru un spațiu vectorial, astfel încât câmpul gluonic total este o „suprapunere” a tuturor câmpurilor de culoare. În termeni de matrici Gell-Mann (împărțite la 2 pentru comoditate),
{\displaystyle t_{a}={\frac {\lambda _{a}}{2}}\,,}
componentele câmpului gluonic sunt reprezentate prin matrici 3 × 3, date de:
{\displaystyle {\mathcal {A}}_{\alpha }=t_{a}{\mathcal {A}}_{\alpha }^{a}\equiv t_{1}{\mathcal {A}}_{\alpha }^{1}+t_{2}{\mathcal {A}}_{\alpha }^{2}+\cdots +t_{8}{\mathcal {A}}_{\alpha }^{8}}
sau, colectând acestea într-un vector de patru matrici 3 × 3:
{\displaystyle {\boldsymbol {\mathcal {A}}}(\mathbf {r} ,t)=[{\mathcal {A}}_{0}(\mathbf {r} ,t),{\mathcal {A}}_{1}(\mathbf {r} ,t),{\mathcal {A}}_{2}(\mathbf {r} ,t),{\mathcal {A}}_{3}(\mathbf {r} ,t)]}
câmpul gluonic este:
{\displaystyle {\boldsymbol {\mathcal {A}}}=t_{a}{\boldsymbol {\mathcal {A}}}^{a}\,.}

## Derivată covariantă gauge în QCD
Definițiile de mai jos (și cea mai mare parte a notației) urmează după K. Yagi, T. Hatsuda, Y. Miake și Greiner, Schäfer.
Derivata covariantă gauge Dμ este necesară pentru a transforma câmpurile quarcice în covarianță manifestă; derivatele parțiale care formează gradienții cu patru componente ∂μ nu sunt suficiente. Componentele care acționează asupra câmpurilor quarcice triplete de culoare sunt date de:
{\displaystyle D_{\mu }=\partial _{\mu }\pm ig_{s}t_{a}{\mathcal {A}}_{\mu }^{a}\,,}
unde i este unitatea imaginară, și
{\displaystyle g_{s}={\sqrt {4\pi \alpha _{s}}}}
este constanta de cuplaj adimensională pentru QCD, iar {\displaystyle \alpha _{s}} este constanta de cuplaj tare. Diferiți autori aleg diferite semne. Termenul derivatei parțiale include o matrice unitate 3 × 3, care în mod convențional nu este scrisă pentru simplificare.
Câmpurile quarcice în reprezentarea triplet sunt scrise ca vectori coloană:
{\displaystyle \psi ={\begin{pmatrix}\psi _{1}\\\psi _{2}\\\psi _{3}\end{pmatrix}},{\overline {\psi }}={\begin{pmatrix}{\overline {\psi }}_{1}^{*}\\{\overline {\psi }}_{2}^{*}\\{\overline {\psi }}_{3}^{*}\end{pmatrix}}}
Câmpul quarcic ψ aparține reprezentării fundamentale (3), iar câmpul antiquarcic ψ aparține reprezentării conjugate complexe (3*), conjugatul complex fiind notat cu * (nu cu bară).

## Transformări gauge
Transformarea gauge a fiecărui câmp gluonic {\displaystyle {\mathcal {A}}_{\alpha }^{n}} care lasă tensorul intensității câmpului gluonic neschimbat este:
{\displaystyle {\mathcal {A}}_{\alpha }^{n}\rightarrow e^{i{\bar {\theta }}(\mathbf {r} ,t)}\left({\mathcal {A}}_{\alpha }^{n}+{\frac {i}{g_{s}}}\partial _{\alpha }\right)e^{-i{\bar {\theta }}(\mathbf {r} ,t)}}
unde
{\displaystyle {\bar {\theta }}(\mathbf {r} ,t)=t_{n}\theta ^{n}(\mathbf {r} ,t)\,,}
este o matrice 3 × 3 construită din matricile tn de mai sus, iar θn = θn(r, t) sunt opt funcții gauge care depind de poziția spațială r și timpul t. Se utilizează exponențiarea matricii în transformare. Derivata covariantă gauge se transformă similar. Funcțiile θn aici sunt similare funcției gauge χ(r, t) când se schimbă potențialului electromagnetic cu patru componente A, în componentele spațiu-timp:
{\displaystyle A'_{\alpha }(\mathbf {r} ,t)=A_{\alpha }(\mathbf {r} ,t)-\partial _{\alpha }\chi (\mathbf {r} ,t)\,}
lăsând tensorul electromagnetic F invariant.
Câmpurile quarcice sunt invariante la transformarea gauge;
{\displaystyle \psi (\mathbf {r} ,t)\rightarrow e^{ig{\bar {\theta }}(\mathbf {r} ,t)}\psi (\mathbf {r} ,t)}

#### Cărți
- W. N. Cottingham; D. A. Greenwood (2007). An Introduction to the Standard Model of Particle Physics. Cambridge University Press. ISBN 978-113-946-221-1.
- H. Fritzsch (1982). Quarks: the stuff of matter. Allen lane. ISBN 0-7139-15331.
- S. Sarkar; H. Satz; B. Sinha (2009). The Physics of the Quark-Gluon Plasma: Introductory Lectures. Springer. ISBN 978-3642022852.
- J. Thanh Van Tran, ed. (1987). Hadrons, Quarks and Gluons: Proceedings of the Hadronic Session of the Twenty-Second Rencontre de Moriond, Les Arcs-Savoie-France. Atlantica Séguier Frontières. ISBN 2863320483.
- R. Alkofer; H. Reinhart (1995). Chiral Quark Dynamics. Springer. ISBN 3540601376.
- K. Chung (2008). Hadronic Production of ψ(2S) Cross Section and Polarization. ISBN 978-0549597742.[nefuncțională – arhivă]
- J. Collins (2011). Foundations of Perturbative QCD. Cambridge University Press. ISBN 978-0521855334.
- W.N.A. Cottingham; D.A.A. Greenwood (1998). Standard Model of Particle Physics. Cambridge University Press. ISBN 0521588324.

#### Lucrări alese
- J.P. Maa; Q. Wang; G.P. Zhang (2012). „QCD evolutions of twist-3 chirality-odd operators”. Physics Letters B. 718 (4–5): 1358–1363. Bibcode:2013PhLB..718.1358M. doi:10.1016/j.physletb.2012.12.007.
- M. D’Elia, A. Di Giacomo, E. Meggiolaro (1997). „Field strength correlators in full QCD”. Physics Letters B. 408 (1–4): 315–319. Bibcode:1997PhLB..408..315D. doi:10.1016/S0370-2693(97)00814-9.
- A. Di Giacomo. „Gauge Invariant Field Strength Correlators In QCD”. arXiv:hep-lat/9808056 .
- M. Neubert (1993). „A Virial Theorem for the Kinetic Energy of a Heavy Quark inside Hadrons”. Physics Letters B. 322 (4): 419–424. Bibcode:1994PhLB..322..419N. doi:10.1016/0370-2693(94)91174-6.
- M. Neubert; N. Brambilla; H.G. Dosch; A. Vairo (1998). „Field strength correlators and dual effective dynamics in QCD”. Physical Review D. 58 (3): 034010. Bibcode:1998PhRvD..58c4010B. doi:10.1103/PhysRevD.58.034010.
- V. Dzhunushaliev. „Gluon field distribution between three infinitely spaced quarks”. arXiv:1101.5845 .